# 9101 Rossiglione
A 9101 Rossiglione (ideiglenes jelöléssel (9101) 1996 XG2) a Naprendszer kisbolygóövében található aszteroida. A farra d'Isonzoi csillagvizsgálóból fedezték fel 1996. december 3-án.